# Kayla Carrera

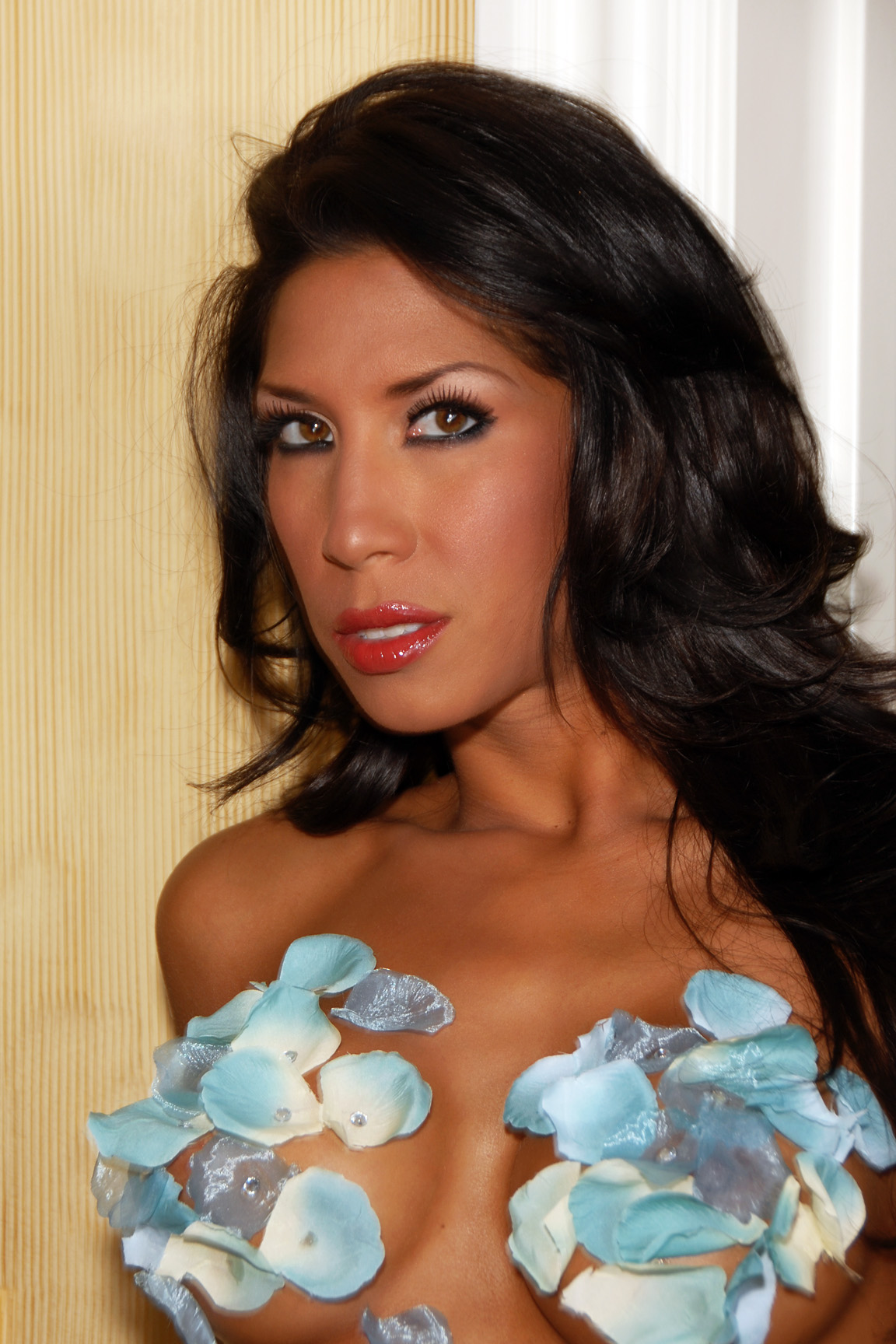
Kayla Carrera

Kayla Carrera, född 30 juni 1978 i Chicago i Illinois, är en amerikansk porrskådespelare. Efter uppväxten flyttade hon till Los Angeles där hon bodde i fyra år. Hon började medverka i pornografiska filmer år 2007 och vann år 2008 pris för medverkan i bästa gruppsexscen vid AVN Award. 

## Priser och utmärkelser
- 2010 AVN Award - Best Group Sex Scene - 2040[1]